# Săcel, Sibiu

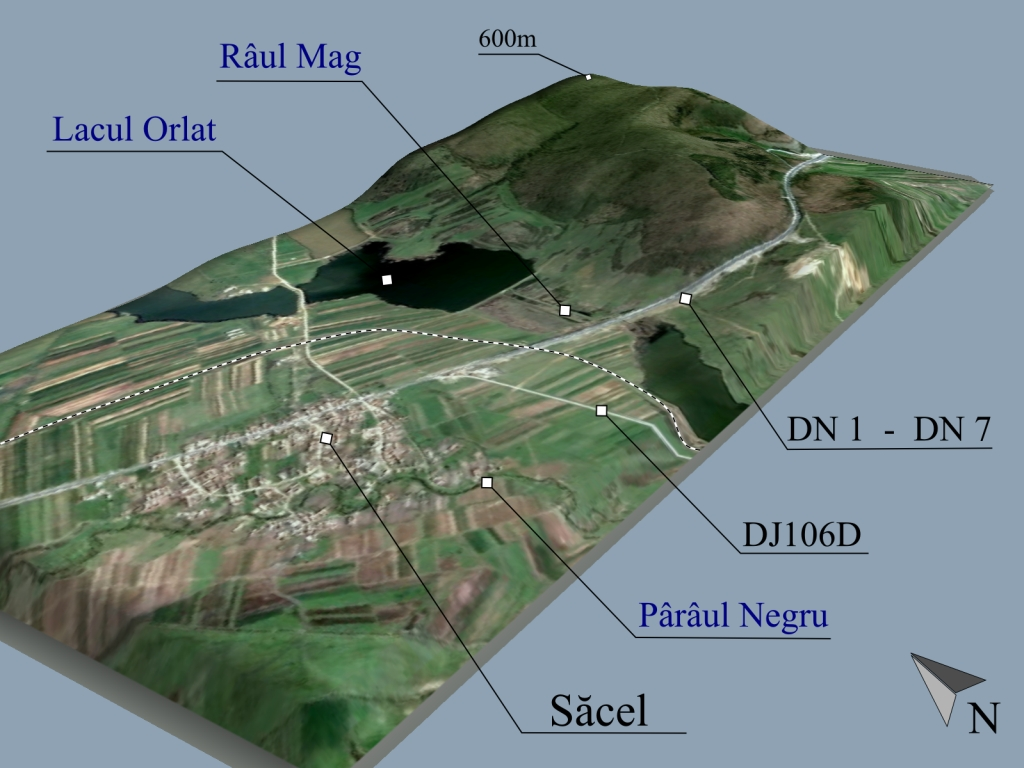
Amplasare zonala

Săcel, arhaic Cernadia, (în germană Schwarzwasser, în maghiară Szecsel, Feketevíz, în trad. "Apa neagră") este o localitate componentă a orașului Săliște din județul Sibiu, Transilvania, România.

## Așezare
Localitatea este situată pe Râul Mag și pe Lacul Orlat, la aproximativ 17 km de Sibiu, 128 km de Râmnicu Vâlcea, 61 km de Alba Iulia și 78 km de Mediaș.
Autostrada A1  trece peste lacurile din Săcel și formează un pod rutier. Localitatea este conectată cu Mag prin drumul Săcel-Mag.

## Istoric
Eduard Albert Bielz a menționat localitatea în monografia sa din 1857 sub numele "Szecsel" în maghiară, "Schwarzwasser" în germană și "СечелȢ (Черnа воdъ)" în română.
Anul primei atestări scrise este 1319.

## Obiectiv memorial
Monumentul Eroilor Români din Primul și Al Doilea Război Mondial. Obeliscul are o înălțime de 3 m. fiind realizat din beton, placat cu marmură neagră, amplasat la intrarea în cimitirul satului pe partea dreaptă. Inițial acest monument a fost amplasat în altă parte a satului, dar la completarea lui cu eroii cazuți în Al Doilea Razboi Mondial, a fost refăcut și mutat în cimitirul satului, lângă biserică, unde se află și în prezent. Pe fațada monumentului sunt înscrise, în coloane separate, numele a 17 eroi români, căzuți între 1916-1919 și numele a 24 eroi români, căzuți între 1941-1944. Sub cele două coloane se află următorul înscris comemorativ: „La acest lăcaș de taină mereu veni-vom noi/ Să v-alinăm c-o șoaptă duioasă, dragi eroi/ Și să vă cerem vouă în vremuri tulburate/ Să ne-nvățați iubirea de Patrie și de frate“.

## Galerie imagini

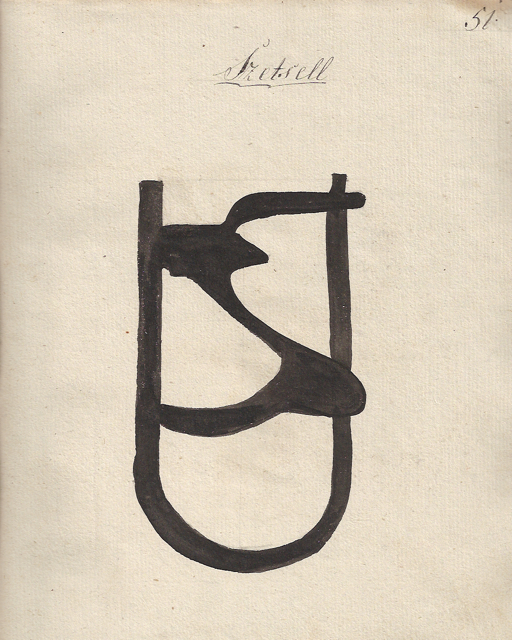
1826 - Danga pentru vitele din Săcel
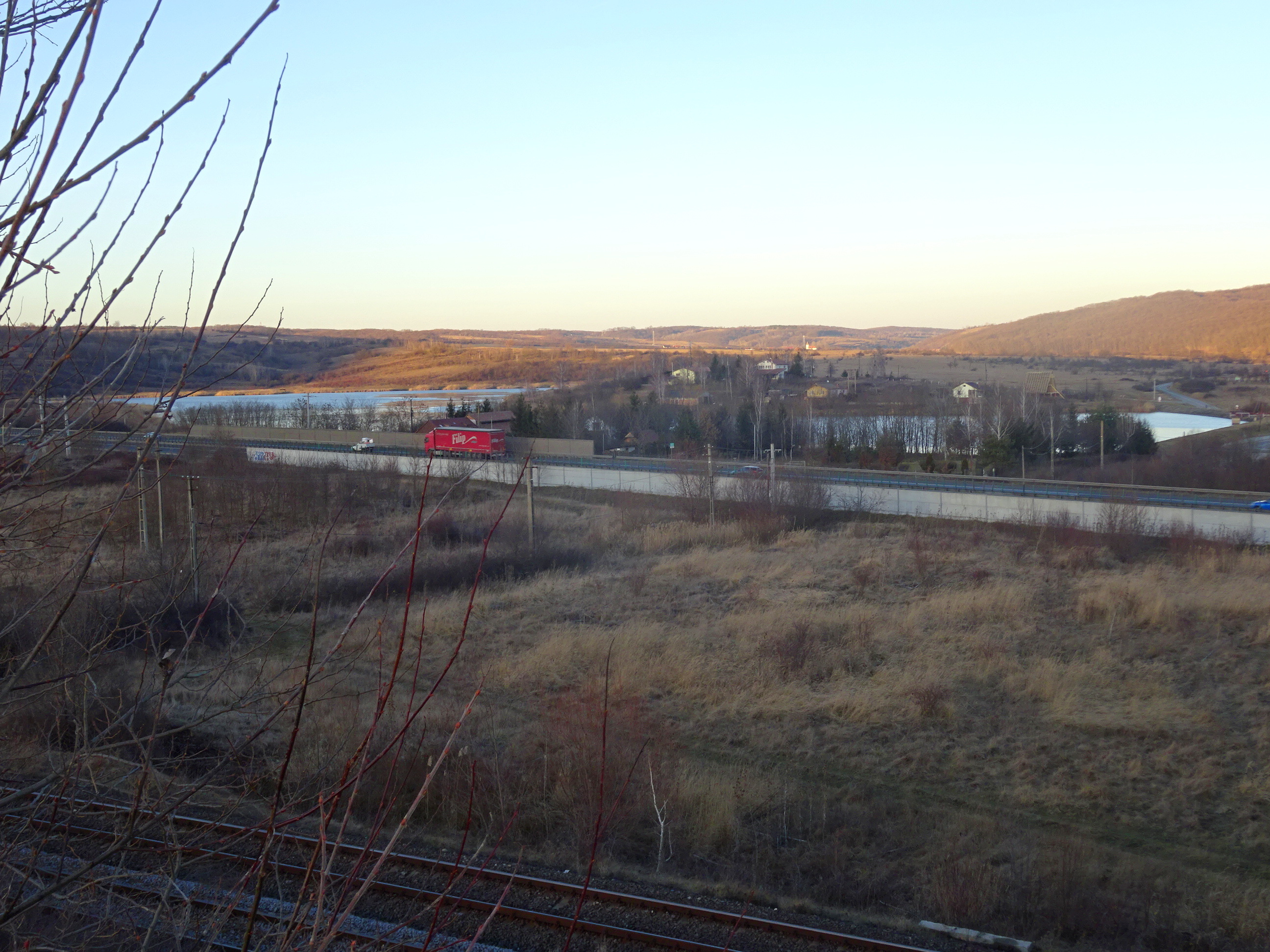
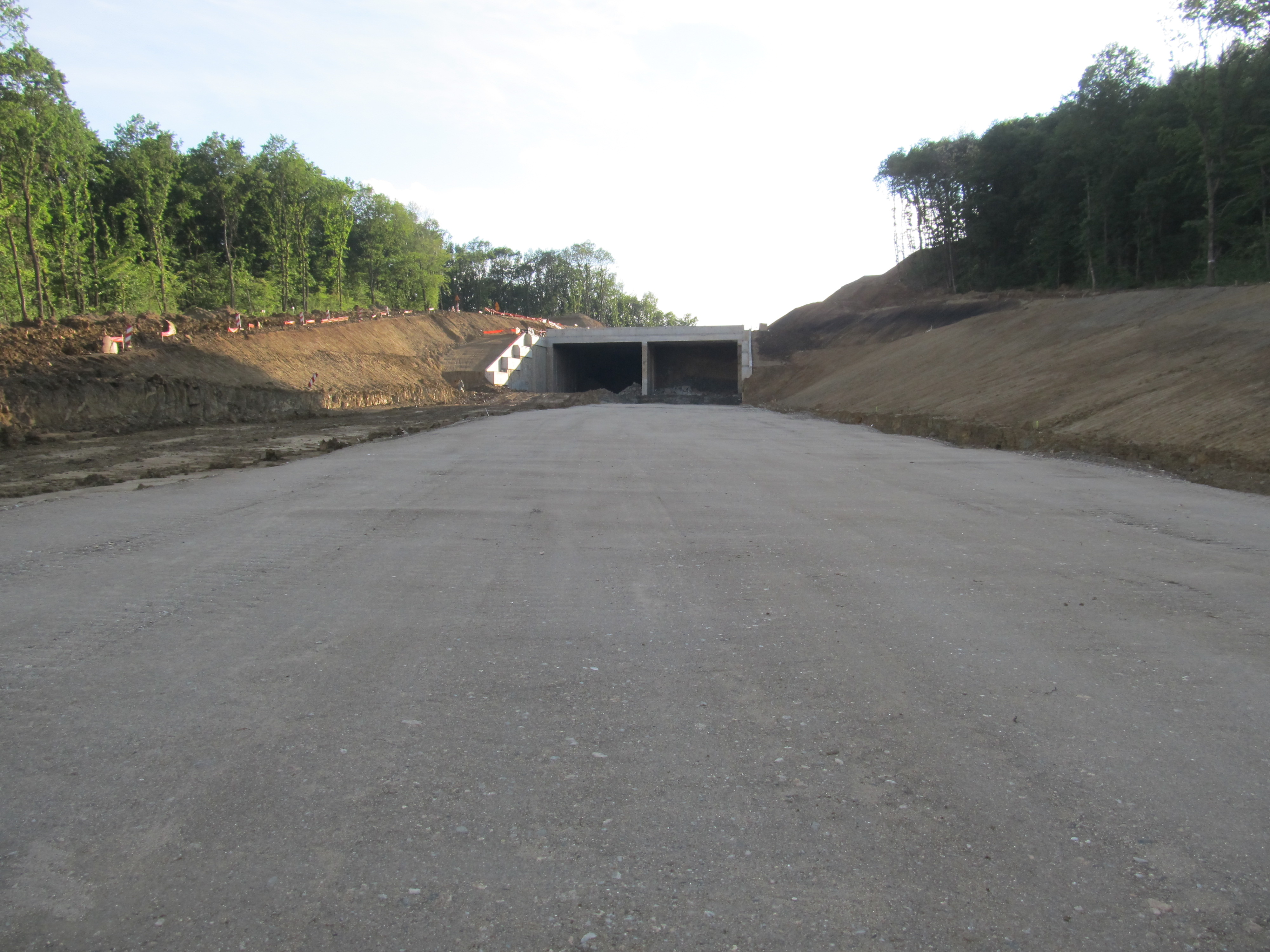
Tunelul rutier pe A1 la Săcel
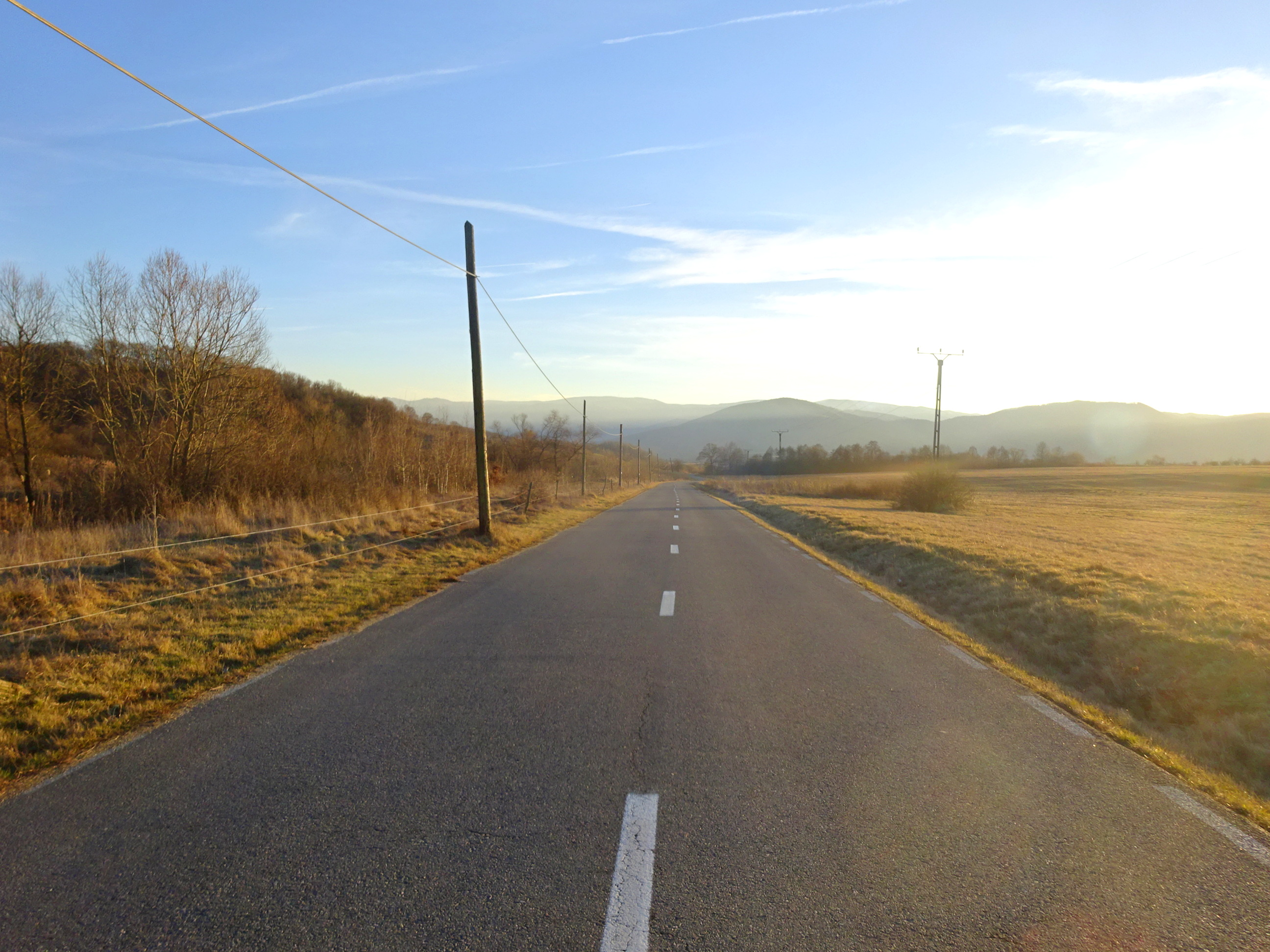
Drumul Mag-Săcel
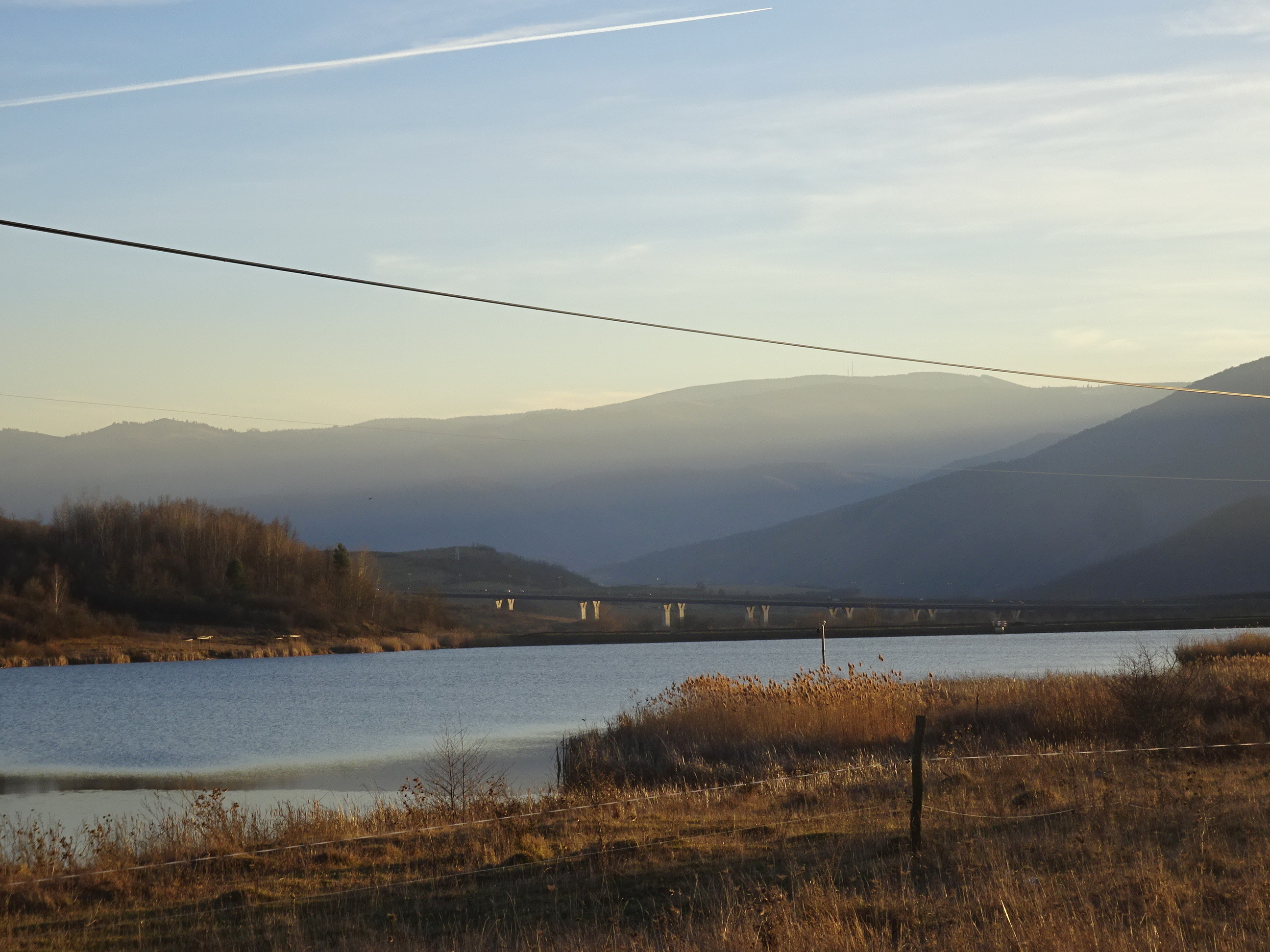
Lacurile de la Săcel
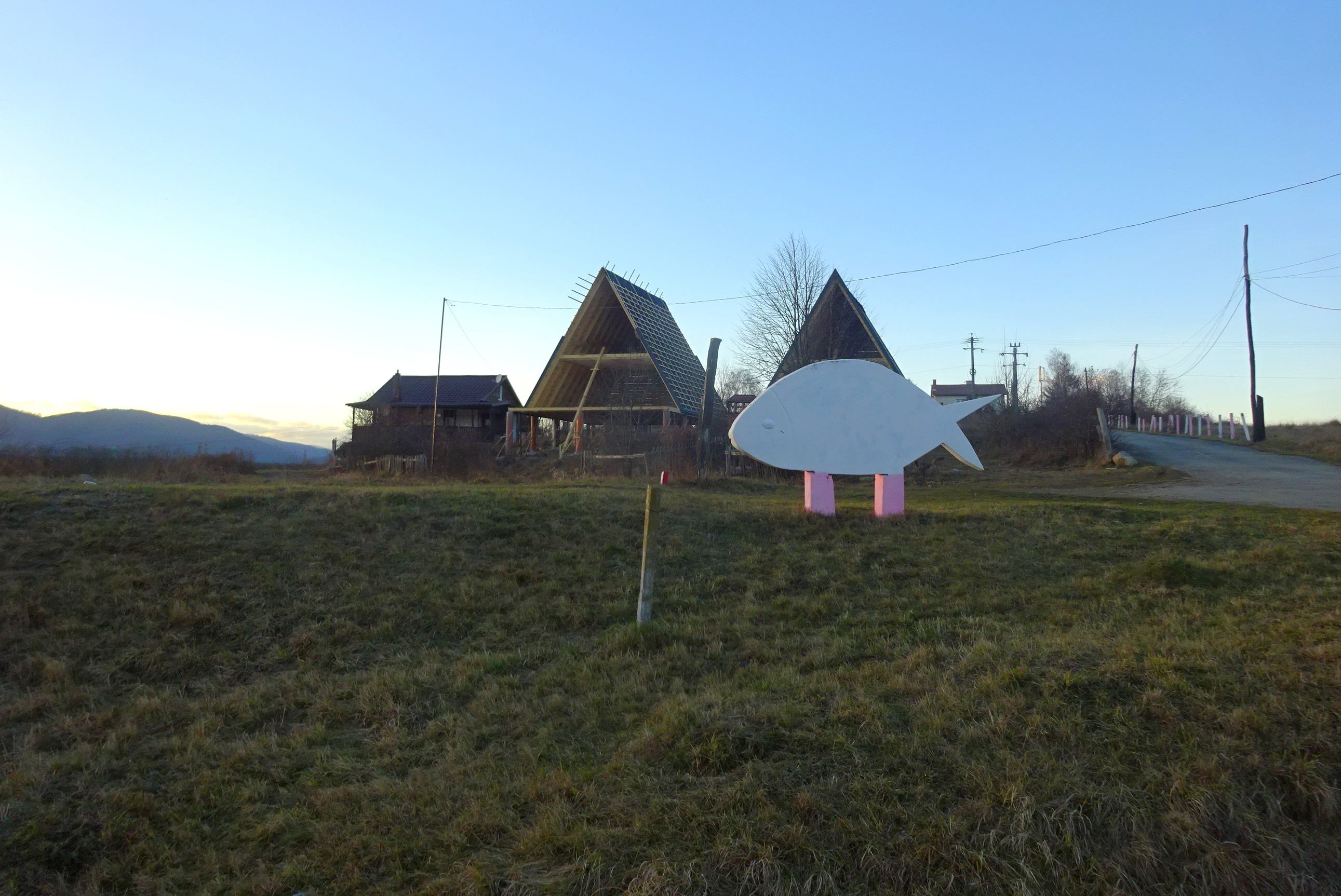
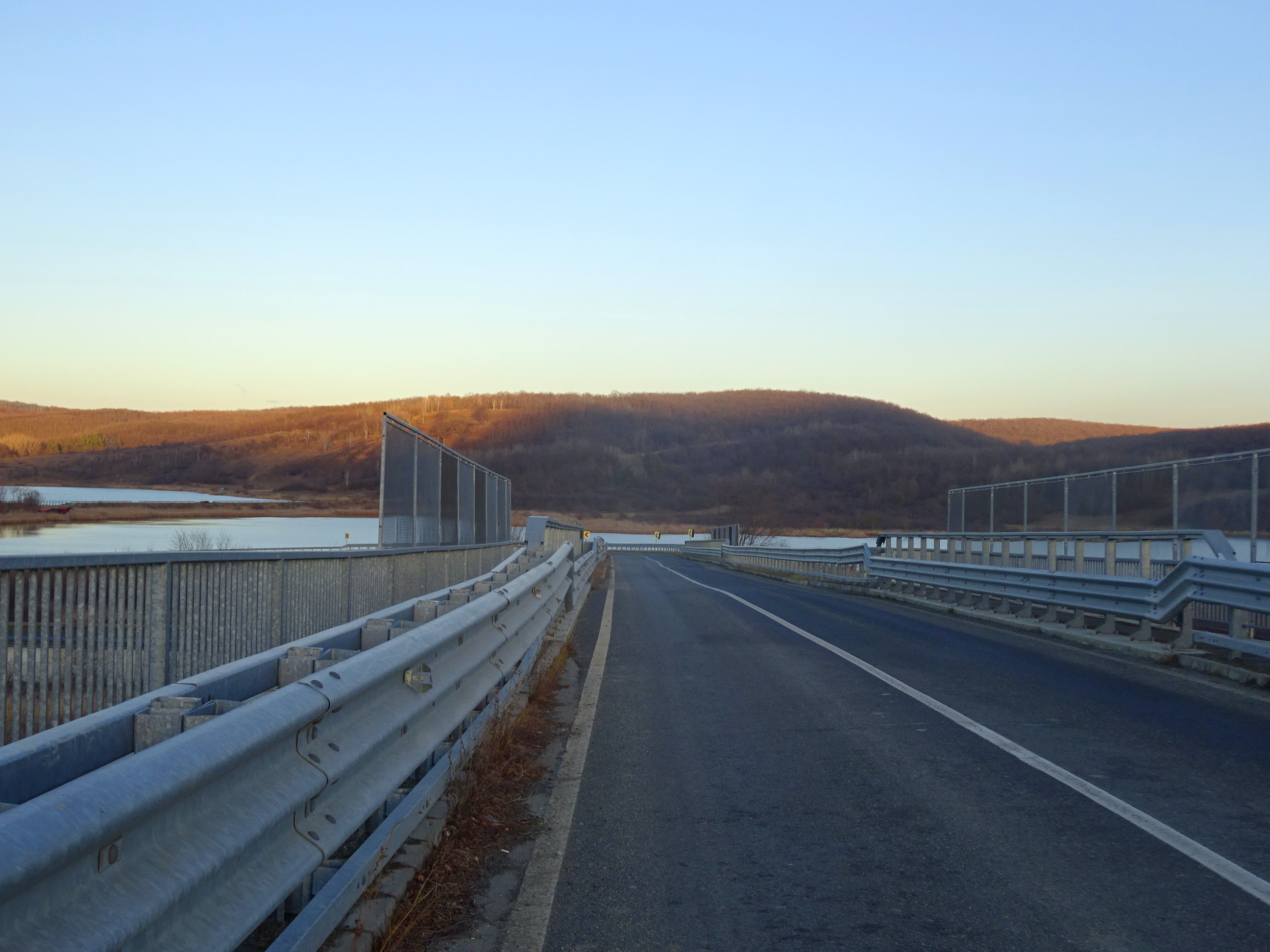
Drumul Mag-Săcel